# Plumosa emarginata
Plumosa emarginata är en insektsart som beskrevs av Sohi 1977. Plumosa emarginata ingår i släktet Plumosa och familjen dvärgstritar. Inga underarter finns listade i Catalogue of Life.